# 伊塔娜·格尔比奇
伊塔娜·格尔比奇（1996年9月1日—），黑山女子手球运动员。她曾代表黑山国家队参加2020年夏季奥林匹克运动会女子手球比赛，获得第6名。

## 家庭
哥哥为佩塔尔·格尔比奇，是一名黑山足球员。